# Veronika Deseniška (Župančič)
Veronika Deseniška, s podnaslovom tragedija v petih dejanjih, je ljubezenska, psihološka drama z zgodovinskim ozadjem, ki jo je napisal Oton Župančič. Izšla je junija 1924 pri založbi Zvezna tiskarna in knjigarna. Sprva si je Župančič Veroniko zamislil kot prvi del trilogije, s katero bi prikazal velike prednike slovenskega naroda, a zaradi slabih kritik trilogije ni nadaljeval.

## Osebe
- Herman II., Celjan
- Friderik II., njegov sin
- Jelisava Frankopanka, Friderikova žena
- Jošt Soteški, vitez
- Ivan Sevničan, vitez
- Neràd, oskrbnik v krškem gradu
- Brigita, Jalisavina dvornica
- Geta, Jelisavina dvornica
- Hermanov Kancelar
- Friderikov Pisar
- Pravdač
- Bonaventura
- Deseniški gospod
- Veronika, njegova hči
- Sida, njegova sestra
- Sosed, graščak
- Katica, služkinja na Desenicah
- Dvorniki, dvornice, spremstvo, sluge, straža

## Vsebina
Godi se 1422. leta. Prvo dejanje na Desenicah, drugo, tretje in četrto v krškem gradu, peto pa v Gornjem Celju.

### Prvo dejanje
Sida z bratom, Deseniškim gospodom, govori o Veronikini prihodnosti: dekle naj gre na celjski dvor h grofici Jelisavi, priporoči naj jo plašč, ki ga je Sida sama izvezla s celjskimi zvezdami. Veronika, ki ji je pusto na Desenicah, se razveseli novice, ogrne si prelepi plašč; tedaj vstopi Friderik, strmeč jo pozdravi: Zdrava, grofica celjska! Med njima se na prvi pogled vname strastna ljubezen, a Friderik dekletu zataji svojo identiteto, pove le, da je v celjski službi.

### Drugo dejanje
Friderik za Veroniko razkošno opremlja pristavo, blago mu dobavlja Bonaventura, seveda skrivaj, ker je Herman Žide izgnal. Med kupčijo Friderik opazi stekleničke s strupom, obide ga misel na ženino smrt, a jo zgrožen prežene. Strup kupi Jelisava, grenko razočarana nad svojim zakonom.
Herman, ki mu je predvsem do večanja celjske moči, Frideriku resolutno pove svojo voljo: Veronika bo šla na dvor k Jelisavi in ne na pristavo ter Jelisavi reče, da je Friderik pristavo okrasil zanjo kot dokaz svoje ljubezni do nje; Celje se mora strniti kot grozd, ki ne spusti nobene jagode na tla! Frideriku je očetova volja pelin; Celja ne da, pa tudi Veronike ne, ta ljubezen ga dviga in očiščuje. V Kočevju ji bo sezidal grad, ravnal pa bo oprezno, tudi s krinko, če bo treba ...

### Tretje dejanje
Jelisava je Veroniko vzljubila, pa tudi dekle se je oklene in ji zaupa svojo ljubezen, obe hrepeneče čakata prihod Friderika in njegovih vitezov. Ko pridejo, Veronika že z okna pokaže grofici svojega ljubega. Spoznanje je strašno, obe ženski prevzemata obup in groza, čutita se izdani, prevarani. Jelisava se spomni strupa, skupaj ga bosta zaužili in pokopali ju bodo v isto rakev. Toda Veronika ne more v smrt, pod srcem nosi Friderikovo dete. Jelisava ji odpusti in jo blagoslovi in ko se prek Friderika simbolično poslovi od sina Ulrika, odide v svoje prostore. Friderik, ki ga je spoznanje o Veronikini nosečnosti povsem vrglo iz tira, se obupan odloči, da bo ženo ubil, a ko pride k njej, je Jelisava že mrtva. Friderik pozdravi Veroniko kot grofico celjsko.

### Četrto dejanje
Friderik je Veroniki sezidal nov grad, v Krškem se pripravljajo na trenutek, ko jim bo kres sporočil, da je gradnja končana. Ljubimca sta se skrivaj poročila, oba priznata drug drugemu, da sta si želela Jelisavine smrti, a ju je ljubezen očistila in zdaj se lahko pobožno spominjata nesrečne grofice. Tedaj Jošt prinese novico, da se je Herman mlajši ubil pri ježi. Bratova smrt da Frideriku zavest, da so celjske zvezde zdaj nepreklicno njegove, Veroniki pa upanje, da jo bo tast končno sprejel in priznal. Toda Herman, ki mu nič ne more uiti, je neizprosen: Novi Grad je dal porušit do tal, sin pa se bo takoj oženil svojemu stanu primerno! Ko izve za tajno poroko, ne more verjeti, sinovo dejanje doživlja kot rodoskrunstvo in izdajo celjskega sna. Friderik ga prepričuje, da njegova ljubezen ni v nasprotju s tem snom, narobe, oba se prežemata, da ju ni mogoče ločiti; naj ju blagoslovi in Celje bo zasijalo v novi luči ... Besni Herman za celjskega kneza razglasi drugega sina, ko pa izve, da je mrtev, se mu podre svet. Nato je pripravljen sprejeti njuno poroko, če bo ostala tajna. Ko se Friderik temu upre, ga ukaže zapreti, ob vesti, da je Veronika noseča, pa vrže v ječo še njo. V materinski bolečini Veronika trinoga prekolne.

### Peto dejanje
Herman hoče Veroniko obtožiti čarovništva, nadnjo pošlje pravdača, ki pa se prepriča, da je dekle nedolžno in da je sodišče ne bo obsodilo. Tedaj Herman ubere drugo pot, iz ječe veli pripeljati Bonaventuro in ga postavi pred izbiro: ali bo zastrupil Veroniko ali bo umrl sam.
Medtem se Veronika v ječi blodno pogovarja z otročičkom o Frideriku, se zateka k Bogu in se obhaja s skorjo kruha. K njej priženejo Bonaventuro, a ta se ne more odločiti, da bi bil krvnik njeni nedolžni mladosti. Ko ga Veronika spozna, vidi v tem znamenje, da jo za seboj kliče grofica Jelisava, vdano leže in umre. Herman pripelje Friderika, ta se nad ženinim truplom zlomi v bolečini: moja svetost, edina na tem svetu, svetost, svetlost ... nikoli več? Herman se umakne; sinov naval bo uplahnil, čas zgladil njun spor, sam bo odredil pogrebne svečanosti v Jurkloštru. Friderik ostane z mrtvo Veroniko, zgrožen nad breznom v sebi.

## Zgodovinsko ozadje
Tragedija temelji na zgodovinskem ozadju, vendar je Župančič nekatere podatke spremenil ali izpustil. 
Od junakov, ki nastopajo v drami, so zgodovinske osebe zagotovo Herman II. Celjski, Friderik II. Celjski in njegov brat Herman III. Celjski, Veronika Deseniška in Friderikova žena Elizabeta Frankopanska, ki jo je Župančič poimenoval Jelisava Frankopanska ter njen in Friderikov sin Ulrik II. Celjski.
Celjska kronika poroča, da je Friderikov oče Herman II., ki se zaradi dinastično-političnih načrtov in razlogov ni mogel pomiriti s to zvezo, dal verjetno v drugi polovici 1425 najprej zapreti neposlušnega sina, nato pa je ujel in zaprl še Veroniko, ki jo je obtožil, da je s čarovnijami premotila njegovega sina Friderika, da se je poročil z njo in da je tudi njega zalezovala s strupom in še na druge načine ter mu stregla po življenju, za kar naj bi jo sodišče obsodilo na smrt. Toda sodišče je Veroniko, ki ji je pomagal besednik oz. pomočnik pri pravdi, še istega dne oprostilo obtožbe. Usodi, ki ji jo je namenil Herman, pa Veronika vendarle ni ušla: dva njegova viteza sta jo kasneje pod stolpom Ojstrica pri Vranskem, kjer je bila zaprta, utopila. 
O Veroniki ni veliko znanega, zgodovinarji niso prepričani niti o njenem izvoru. Po vsej verjetnosti je prihajala iz vasi Deseniće južno od Velikega Tabora. Nobenega dvoma pa ni, da je tudi Veronika Deseniška spadala med plemstvo. Sicer, kot pravi pisec Celjske kronike, Frideriku po plemstvu ni bila enaka, ker je bila viteškega rodu, a je kljub temu bila plemenita. Sprva je bila Veronika pokopana v Braslovčah, kasneje pa jo je Friderik dal prekopati v Jurklošter.

## Kritike, polemike in odmevi javnosti
Kritike in odzivi na Veroniko Deseniško so bili različni. Veliko polemik je bilo na temo, kam bi dramo uvrstili. Večinoma so se strinjali, da to nikakor ni tradicionalna tragedija, medtem ko bi jo nekateri zagotovo uvrstili mednje, nekateri pa so jo označili kot simbolistično tragedijo. Kritike Veronike Deseniške so izšle tudi po uprizoritvah tragedije. Uprizoritve so se razlikovale od knjižne oblike, saj je Župančič dramo za oder skrajšal.
Prvo oceno knjige, ki je izšla 30. julija 1924, je napisal Miran Jarc. Dramo je opisal kot veliko umetnino, je pa bil nad njo nekoliko razočaran, ker se je avtor pred duhovnimi vprašanji povojnega časa umaknil v zgodovino. Jarc kot ekspresionist v drami poleg ljubezenskih strasti pogreša duhovnih iskanj ter tako iskreno izraža razmerje mlade generacije do tega Župančičevega dela. 
Drugo oceno drame je 1924 napisal Stano Kosovel. Zapisal je, da drama zbuja občutek razdrobljenosti in da je v njej preveč besednega patosa. Pohvalil pa je Bonaventuro in nekatere dele drugega, tretjega in četrtega dejanja. Na koncu je zapisal:
"Summa summarum: Veronika Deseniška ni rešila problema slovenske tragedije, kakor se je pričakovalo in obetalo. Ona ga je samo nakazala. Zato je edino prav, če se odmeri Veroniki Deseniški mesto med tragedijami v slovenskem jeziku."
Med prve odmeve Župančičeve drame v naših osrednjih revijah spada zanjo vseskozi ugodna razprava, ki jo je napisal Karel Ozvald pod naslovom "Veronika Deseniška, naš veliki kulturni dokument". Izšla je v 1924 v oktobrski številki časopisa Ljubljanski zvon. 
1924 pa je izšla obširna, poglobljena, obenem pa precej neugodna kritika, ki jo je napisal Josip Vidmar. Ta neugodna kritika je presenetila tiste, ki so v Župančičevi drami videli brezhibno mojstrovino. V njihovem imenu je v decembrski številki Ljubljanskega zvona odgovoril njegov urednik Fran Albreht z gloso Slovenska kritika. Zapisal je, da bi morali kritiki umetnino samó razlagati, ne pa soditi. 
Istega leta je izšla že druga izčrpna ocena drame, ki pa ni bila nič manj kritična od Vidmarjeve. Napisal jo je France Koblar. Kljub temu, da je Koblar dramo negativno ocenil in poudaril njene pomanjkljivosti, je napisal, da je drama toliko pomembna, da je nikakor ne moremo primerjati z drugimi z isto temo, Jurčičevo, Tomićevo in Kalchbergovo. "Kot slovensko delo jo moremo meriti edinole s Krstom: z njim se meri kot visoka tragična pesem, zmaguje z blestečo izlikanostjo, zaostaja v tragični globini in nacionalni prešinjenosti."
Na temo Župančičeve Veronike Deseniške se je zvrstilo še mnogo kritik, ocen in polemik, še posebej po tem, ko se je drama pojavila na odrih. Še nekajkrat so se pojavile ocene Vidmarja, Koblarja in Albrehta, ki je napisal Epilog Veroniki Deseniški (Ljubljanski Zvon, 1925).
Župančič je poleg javnih kritik v časopisu dobival pohvale posameznikov, med katerimi je bila tudi Franja Tavčar. V pismu z dne 19. januarja 1925 je zapisala: " Prisostvovala sem včeraj Veroniki Deseniški. Zategadelj moram se Vam od srca hvaležna zahvaliti za diven večer. Mi Slovenci še nismo imeli tako krasno delo. In šele sedaj vidim koliko nebrzdane zavisti je med nami. Želela bi da nemoteno nadaljujete in nam podarite še več — od Vaših zakladov. Klanja se mojstru vdana Franja Tavčarjeva."
Seznam kritik in polemik o Veroniki Deseniški:
- Slovenski narod 30. julij 1924 — Miran Jarc.
- Učiteljski list 1924 — Stano Kosovel.
- Ljubljanski zvon 1924 — Karel Ozvald, Veronika Deseniška, naš veliki kulturni dokument. dLib
- Dom in svet 1924 — Josip Vidmar, Veronika Deseniška.
- Ljubljanski zvon 1924 — Fran Albreht, Slovenska kritika.
- Dom in svet 1924 — France Koblar, Veronika Deseniška. dLib
- Jutro (časnik) 4. decembra 1924 — Fran Govekar.
- Slovenec (časnik) 6. decembra 1924 — Fran Mesesnel.
- Učiteljski list 1924 — Stano Kosovel.
- Slovenski narod december 1924 — Miljutin Zarnik.
- Ženski svet 1925 — Ivanka Klemenčič.
- Jutro (časnik) 11. januar 1925 — Zgodovinsko ozadje Veronike Deseniške.
- Ljubljanski zvon 1925 — Dizma (Janko Glazer, Veronika Deseniška (epigram).
- Mladika 1925 — Joža Lovrenčič.
- Dom in svet 1925 — Josip Vidmar, France Koblar, Pravda o Veroniki Deseniški. Odgovor Franu Albrehtu.
- Ljubljanski zvon 1925 — Fran Albreht, Epilog Veroniki Deseniški. dLib
- Dom in svet 1925 — Josip Vidmar, France Koblar, Pravda o Veroniki Deseniški. Drugi odgovor Franu Albrehtu.
- Ljubljanski zvon 1925 — Fran Albreht, Glosa (epigram).
- Ljubljanski zvon 1926 — Jakob Kelemina, O Veroniki Deseniški. dLib
- Mladika 1926/27 — Vlado Premru, Slovenstvo in naši kulturni delavci.
- Ivo Sever, Oton Župančič. — Knjižnica Naša gruda št. 1, januar 1928.
- Obzorja (Maribor) 1938 — Vladimir Kralj.
- Jutro (časnik) 23. januarja 1938 — Ludvik Mrzel, Avtor Veronike Deseniške.
- Ljubljanski zvon 1938 — Vladimir Pavšič, Veronika deseniška.
- Slovenec (časnik) 19. februarja 1938 — France Koblar.

## Veronika Deseniškav tujini
Veronika Deseniška je doživela mnogo odzivov tudi v tujini.
- Umberto Urbani je napisal članek La prima grande tragedia slovena, ki ga je objavil 27. avgusta 1925 v tržaški Il Piccolo della Sera. Članek je splošno informativnega značaja in se končuje z oznako, da je avtor bolj lirik in psiholog kakor polnokrven dramatik.
- 5. oktobra 1925 je dnevnik Prager Presse v prilogi Dichtung und Welt objavil prvi prizor drugega dejanja, ki ga je v nemščino prevedel Joža Glonar.
- V začetku leta 1925 je Oto F. Bebler v celoti prevedel Veroniko Deseniško v češčino. Praško Narodno divadlo naj bi se zanimalo za njeno uprizoritev, vendar do tega ni prišlo, saj se je nekomu zdela preveč lirična, malo dramatična itn.
- O Veroniki Deseniški je pisal tudi Frank Wollman v bratislavski reviji Prudy ter v praškem zborniku Sborník prací věnovaných Janu Máchalovi.
- 1929 je Arturo Cronia v Rivista di letterature slave v Rimu objavil svojo študijo Ottone Župančič, kjer za Veroniko Deseniško pravi, da se zdi bolj prvi del zamišljene trilogije kakor samostojna tragedija in da Župančič ni dramatik, ampak so njegovo področje lirske zbirke.
- O Župančiču in njegovi Veroniki Deseniški je pisal tudi Lucien Tesnier v obširni monografiji Oton Youpantchitch.
- Do leta 1931 je bila Veronika Deseniška prevedena v srbščino, nemščino in češčino, v francoščino pa je Tesnier prevedel le določene odlomke.

## Uprizoritve
- 15. avgusta 1924. Kamniška podružnica Slovenske dijaške zveze.[1]
- 1. decembra 1924, režija Osip Šest. Narodno gledališče Ljubljana.
- 1925, režija Fedor Gradišnik. Slovensko ljudsko gledališče Celje.
- 1926, režija Osip Šest. Narodno gledališč Maribor.
- 1938, režija Jože Kovič. Narodno gledališče Maribor.
- 1938, režija Ciril Debevec. Narodno gledališče Ljubljana.
- 1946, režija Peter Malec. Prešernovo gledališče Kranj.
- 1950, režija Milan Petrovčič, Šentjakobsko gledališče.
- 1953, režija Peter Malec. Mestno gledališče Ptuj.
- 1970, režija Franci Križaj. Slovensko ljudsko gledališče Celje.
- 1977, režija Jože Babič. Slovensko stalno gledališče Ptuj.
- 1978, režija Vesna Arhar Štih, Šentjakobsko gledališče
- 1988, režija Vinko Möderndorfer. Mestno gledališče ljubljansko.
- 1995, režija Franci Križaj. Slovensko ljudsko gledališče Celje.
- 1999, režija Diego de Brea. Šentjakobsko gledališče.
- Veroniko Deseniško so uprizarjala tudi amaterska gledališča.